# Цибланд, Георг Фридрих

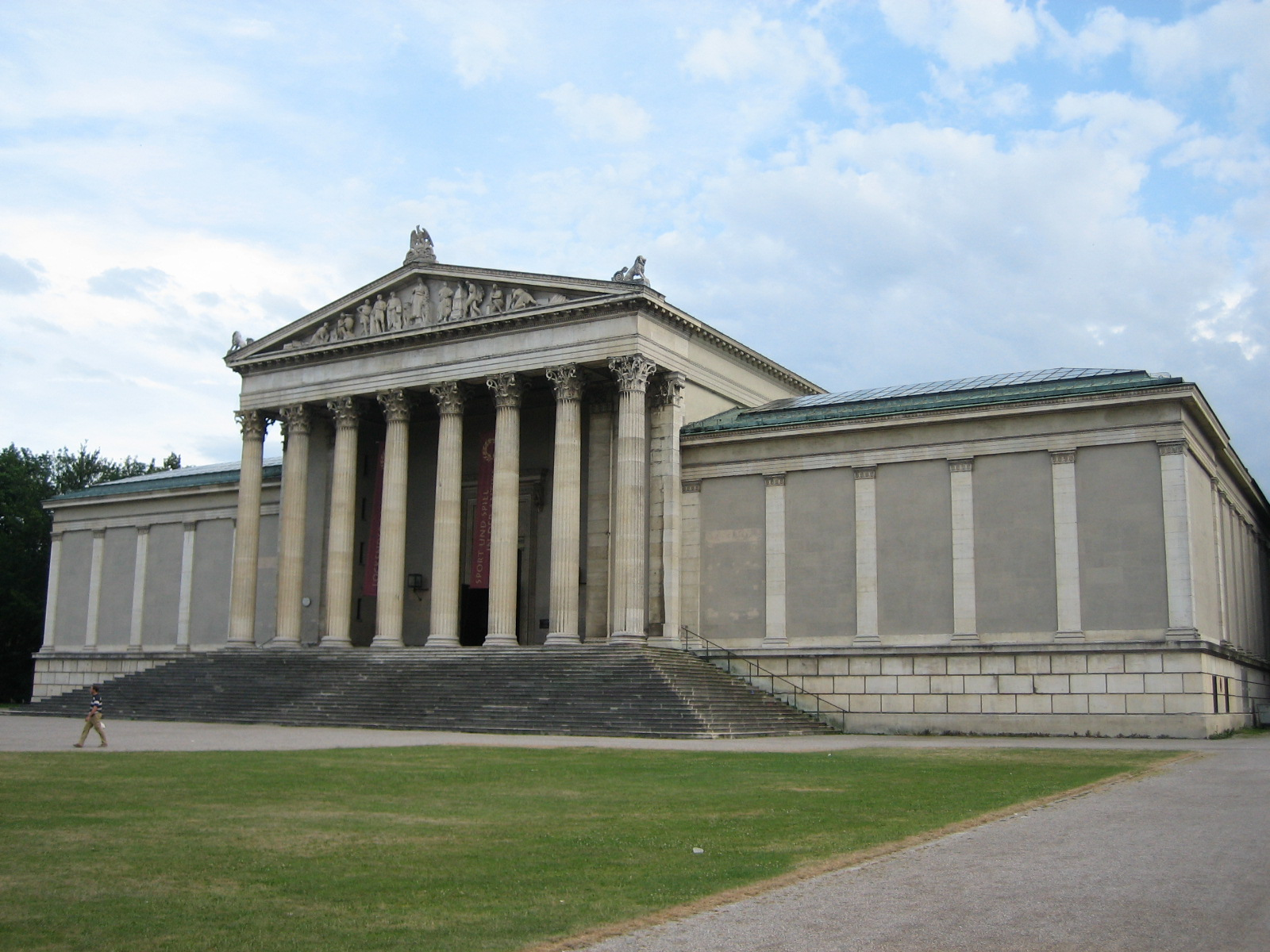
Гос.собрание античностей (Мюнхен)

Георг Фридрих Цибланд (нем. Georg Friedrich Ziebland; 1 февраля 1800, Регенсбург, Священная Римская империя, — 24 января 1873, Мюнхен, Германская империя) — немецкий архитектор.

## Жизнь и творчество
Г. Ф. Цибланд изучал архитектуру в мюнхенской Академии изящных искусств под руководством Карла фон Фишера и Фридриха фон Гертнера. Учился вместе с Йозефом Даниелем Ольмюллером, с которым и впоследствии был дружен и вместе работал. Цибланд вошёл в историю архитектуры в первую очередь за развитие крупноарочного стиля в классицизме. Наиболее ярко он выражен в его терракота-кирпичных комбинациях, подобных раннехристианским и византийским строениям, проявившимся в построенной Цибландом церкви Санкт-Бонифац в Мюнхене. Церковь была им создана под влиянием поездки в Италию, куда Цибланда отправил для изучения римской архитектуры баварский король Людвиг I.
Цибланд был профессором архитектуры в мюнхенской Академии и старшим советником архитектуры. В 1864 году он был награждён баварским орденом Максимилиана «За достижения в науке и искусстве» и прусским орденом «Pour le Mérite».

## Избранные работы
- 1820 — Окончание мюнхенского Дворцового театра
- 1839 — окончание католической церкви Богородицы (Mariehilfekirche) в Мюнхене (после смерти Й. Д. Ольмюллера)
- 1838-45 — аббатство Святого Бонифация в Мюнхене
- 1838-48 — здание Государственного собрания античности в Мюнхене
- 1839-50 — окончание строительства Замок Хоэншвангау
- 1849 — лютеранская церковь Санкт-Паулус в Мюнхен-Перлахе.